# 末永茂喜
末永 茂喜（すえなが しげき、1908年5月5日 - 1977年1月22日）は、日本の経済学者。東北大学名誉教授。おもに古典派経済学を研究した。

## 経歴
山口県萩市出身。1931年東北帝国大学法文学部卒。東北帝大副手、1940年助教授、1941年退官、参謀本部調査事務嘱託、中央物価統制協力会議調査部長、総理府統計局経済部長、1950年東北大学経済学部教授。1952年「リカアドウの貨幣論」で経済学博士。経済学部長。1972年定年退官、名誉教授。財団法人・東北経済調査協会理事。

## 著書
- 『古典派経済学研究』白日書院 1948
- 『経済学史』三笠書房 経済学全書 1952
- 『古典派経済学』東京大学出版会 1953

### 共編
- 『経済学説全集 第4巻 古典学派の批判』編 河出書房 1955
- 『マルクス経済学大系 宇野弘蔵先生還暦記念論文集』玉城肇,鈴木鴻一郎共編 岩波書店 1957

### 翻訳
- ミル『経済学試論集』岩波文庫 1936
- J.S.ミル『経済学原理』日本評論社 世界古典文庫 1949‐1950 のち岩波文庫
- 『デイヴィド・リカードウ全集 第3巻 前期論文集1809-1811年』監訳 雄松堂書店 1969

記念論文集
- 『経済学の方法 末永茂喜教授還暦記念論文集』中野正 等編 日本評論社 1968

## 論文
- <末永茂喜